# Tachina erratica
Tachina erratica là một loài ruồi trong họ Tachinidae.